# Johann David Kypke
Johann David Kypke (* 19. Februar 1692 in Neukirchen (Pommern); † 10. Dezember 1758 in Königsberg (Preußen)) war ein deutscher Logiker und lutherischer Theologe des Pietismus.

## Leben
Der Sohn eines Pastors besuchte das Gymnasium in Stettin und bezog am 30. August 1712 die Universität Königsberg. 1718 wurde er Lehrer am dortigen Gymnasium Collegium Fridericianum, hielt als solcher auch die Nachmittagspredigten und erwarb am 2. April 1723 den akademischen Grad eines Magisters der Philosophie. 1723 wurde er außerordentlicher Professor der Logik an der philosophischen Fakultät der Königsberger Universität und 1727 ordentlicher Professor der Logik und Metaphysik. 
Daneben berief man ihn 1732 zum sechsten Professor an der theologischen Fakultät. Er promovierte 1733 zum Doktor der Theologie, wurde im selben Jahr fünfter ordentlicher und ab 1745 vierter Professor der Theologie. 
Zudem beteiligte er sich auch an den organisatorischen Aufgaben der Königsberger Hochschule und war in den Sommersemestern 1738, 1746 sowie 1754 Rektor der Alma Mater. Kypke war ein Vertreter des Pietismus an der Königsberger Hochschule, wobei im Kreis von Georg Friedrich Rogall, Christoph Langhansen, Daniel Salthenius und Franz Albert Schultz agierte. Seine bedeutendsten Schüler waren Immanuel Kant und Daniel Heinrich Arnoldt. Kant übernahm nach seinem Tod seine Professur der Logik und Metaphysik und entwickelte sich zu einem der bedeutendsten Gelehrten Deutschlands.

## Werke
- Meletemata philosophica de dono docendi. Königsberg 1723
- Positiones logico-philosophicae. Königsberg 1725
- Dissertatio metaphysica inauguralis, de theologiae naturalis defectibus, ex natura noscibilibus. Königsberg, 1727
- Diss. in Joh. I, 17. Königsberg, 1727
- Brevissima delineatio scientarum dialecticae et analyticae ad mentem philosophi. Königsberg, 1729 (anonym)
- Anweisung zur leichten und gründlichen Information der Kinder, so zum Studiren gewidmet, welches den Herren Studiosis, die in Condition stehen und treten wollen, wie auch denen Docentibus an den Schulen in kleinen Städten, auch denen so Informatores halten, nützliche Dienste thun kann. Königsberg, 1731
- Dissertatio inauguralis theologica posterior. De aletheia dia Christou genomene [Griech.] ex Joh. 1. v. 17. Königsberg 1733
- Primae lineae theologiae dogmaticae, in publicis lectionibus ulterius discendae. Königsberg 1750
- Progr. Mundi Redemtor gregis sui, qui militat . . . ex Genes. III, 15 propositus. Königsberg 1754

Werke die in der Literatur erscheinen, aber nicht nachgewiesen werden können.
- Oratio Jubilaea de cosmologia Paullina ex .Corinth. VII, 31. Königsberg
- Logices Synopticae prima eiusdem elementa in usum incipientium exhibentes. Königsberg
- Progr. de spiritu veritatis a mundo nec cognito nec comprehenso, ex Joh.. XIV, 17. Königsberg
- Progr. in Joh. III, 8. Königsberg
- Progr. in 1 Joh. V, 20. Königsberg
- Progr. in Coloss. III, 2. 3. 4. Königsberg
- Logische Tabellen. Königsberg